# بن لوموند (کالیفرنیا)
بن لوموند (به انگلیسی: Ben Lomond) یک منطقهٔ مسکونی در ایالات متحده آمریکا است که در شهرستان سانتا کروز، کالیفرنیا واقع شده‌است. بن لوموند ۲۱٫۶۵ کیلومتر مربع مساحت و ۶٬۲۳۴ نفر جمعیت دارد و ۱۰۱ متر بالاتر از سطح دریا واقع شده‌است.